# Mézfejtő
A mézfejtők vagy nektáriumok a zárvatermő növények megporzó rovarokat csalogató, édes nedvet (nektárt) kiválasztó mirigyei.

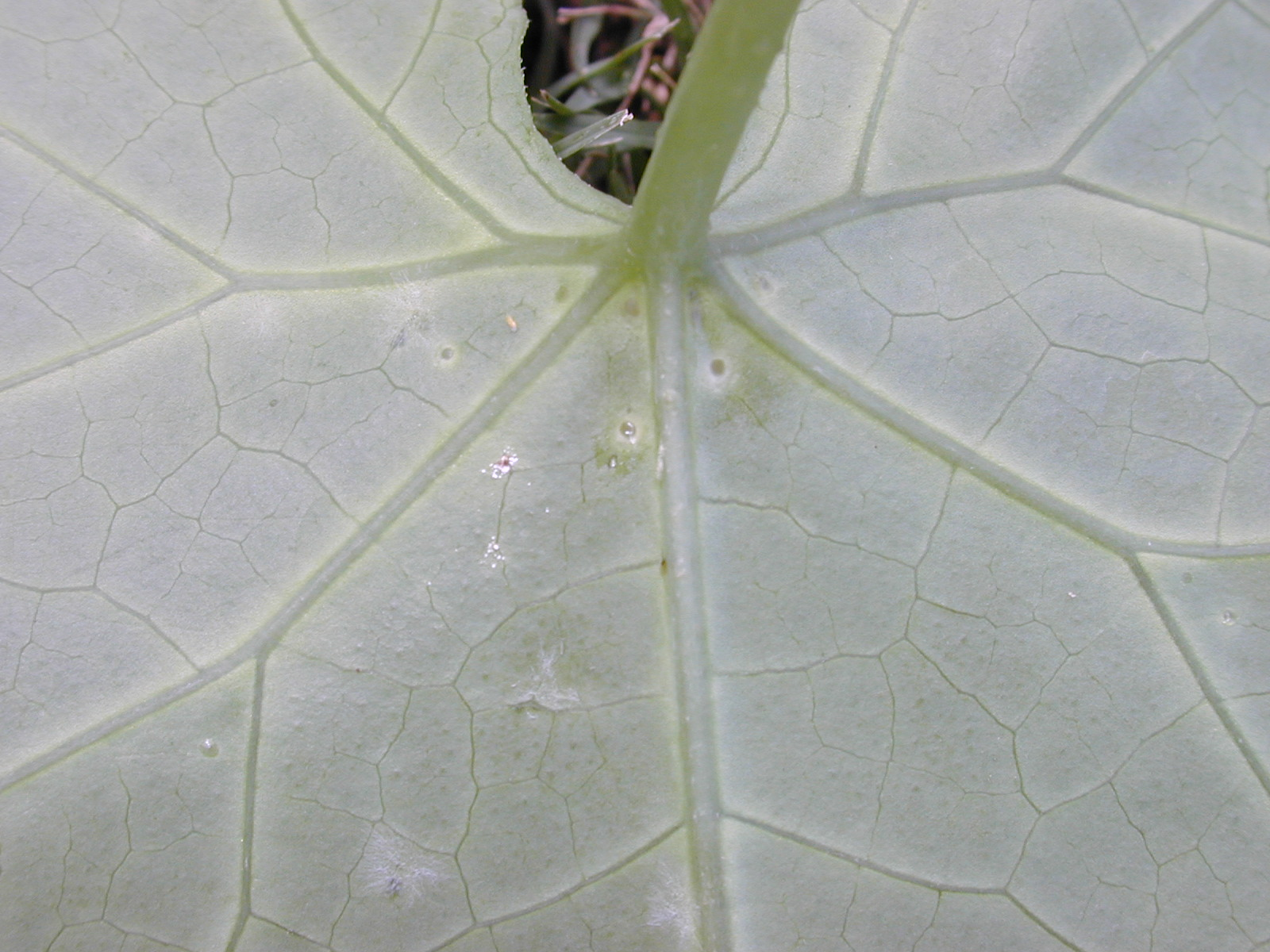
Tökféle (Coccinia grandis) levelének fonákán kialakult mézfejtő (Hawaii-szigetek, Maui, Kapalua)

A növény gyakorlatilag bármely részének módosulásával létrejöhetnek. Ennek megfelelően két fő csoportjuk:
- virágon belüli, ún.florális vagy intraflorális nektáriumok;
  - módosult virágrészek pl. sziromlevelek, porzók;
  - elkülönült kiválasztó rendszerek;
  - a szirmok tövénél kialakuló különleges bőrszövetek, az ún. illatepidermiszek. Ezek a sziromlevelek alapi részén láthatók néha szabad szemmel is, eltérő kinézetű, fénytörésű felületek.
- virágon kívüli, extraflorális nektáriumok. Megjelenhetnek pl. lomb- vagy murvaleveleken.

A termőlevelek összenövéseinél szeptális nektáriumok is nőhetnek.
A diszkusz (discus) florális, gyűrű alakú nektártartó, mely általában a termő vagy a porzók tövében alakul ki.
A sztaminódium (staminodium) módosult, steril porzó, mely mézfejtővé alakult.